# Christ the King Priory (Schuyler)

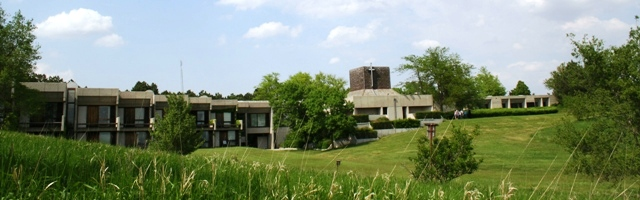
Ansicht des Klosters von Süden

Christ the King Priory ist ein Benediktinerkloster nördlich von Schuyler, Nebraska, in den USA. Es wurde 1935 von der Abtei Münsterschwarzach (Unterfranken) gegründet. Es gehört zur Kongregation der Missionsbenediktiner von St. Ottilien und ist Mitglied der Benediktinischen Konföderation. Als Benedictine Mission House sollte das Kloster zunächst hauptsächlich das Überleben der Missionsarbeit der Kongregation während der Nazidiktatur garantieren. 1979 wurde das Klostergebäude, das auf einzigartige Weise in die Hügellandschaft hineingebaut ist, von den Architekten Astle und Ericson (Salt Lake City, Omaha) fertiggestellt. 1985 wurde das Kloster zu einem Priorat erhoben. Heute arbeiten die Mönche vor allem als Fundraiser in den Vereinigten Staaten für die Missionen der Kongregation in aller Welt. Außerdem führen sie ein Exerzitienhaus und unterstützen Menschen hispanischer Herkunft bei ihren Einwanderungsproblemen.

## St. Benedict Center
1997 erweiterte das Benediktinerpriorat seine Aufgaben um ein Exerzitien- und Gästehaus. Im St. Benedict Center bieten die Benediktiner ihre Gastfreundschaft und Spiritualität allen an, die nach persönlichem und spirituellem Wachstum suchen. Sie heißen sowohl Einzelgäste als auch Gruppen aller christlicher Denominationen willkommen. Das Exerzitienhaus betreibt auch einen Buchladen.